# Faddeevskij
Faddeevskij (in russo Фаддеевский) su molte mappe è indicata come isola, di fatto è una grande penisola collegata a Kotel'nyj dalla Terra di Bunge che peraltro a volte è sommersa dal mare. La Terra di Bunge ha preso il nome dell'esploratore e botanico russo Aleksandr Andreevič Bunge (1803-1890).
Faddeevskij fa parte delle isole Anžu che a loro volta sono un sottogruppo settentrionale delle isole della Nuova Siberia, nell'Oceano Artico, tra il mare di Laptev e il mare della Siberia orientale. La sua area è di 5.301 km².
Amministrativamente fa parte del Bulunskij ulus del territorio della Repubblica autonoma russa della Sacha-Jacuzia, nel circondario federale dell'Estremo Oriente (Siberia orientale).

## Storia
L'isola è stata esplorata da Jakov Sannikov nel 1805 e nel 1811.